# Ruta marítima del Norte

Ruta marítima del Norte (azul) y ruta alternativa a través del canal de Suez y el estrecho de Malaca (rojo).

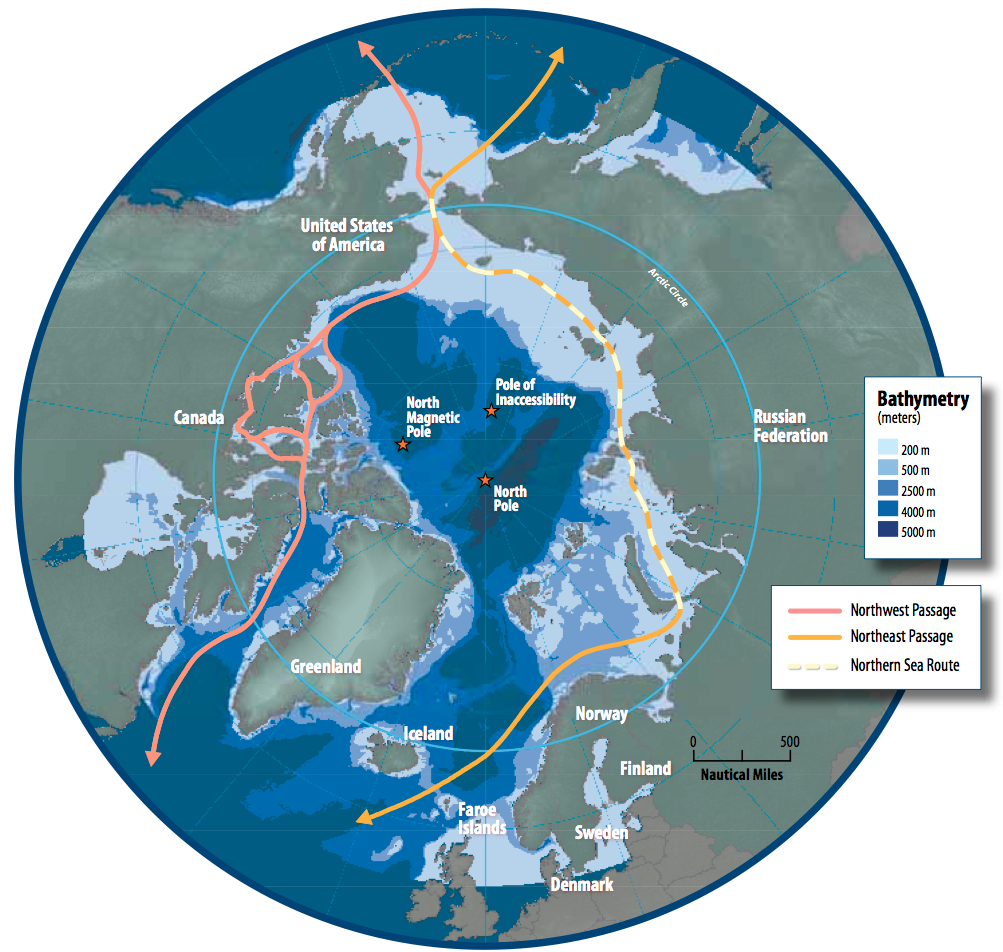
Mapa de la región del Ártico que muestra la Ruta del Mar del Norte, en el contexto del Paso del Noreste y el Paso del Noroeste

La ruta marítima del Norte (en ruso: Северный морской путь, Séverny morskói put), también conocida como Paso del Noreste, es una ruta de navegación que une el océano Atlántico con el océano Pacífico a lo largo de las costas de Rusia. La gran mayoría de la ruta se encuentra en aguas del Ártico y algunas partes solo están libres de hielo durante dos meses al año. Conocida hasta principios del siglo XX como Pasaje del Nordeste, hoy es más usado el nombre de la ruta en ruso, en especial por sus siglas en inglés, NSR («Northern Sea Route»).

## Descripción de la ruta
La ruta marítima del Norte cuenta con varios puntos de partida, bien sea desde el continente europeo (varios de los puertos del mar del Norte), desde la propia Rusia, la ruta principal, que será la que se analice en detalle. La ruta tiene las siguientes grandes etapas:
- mar Blanco: se inicia la ruta desde Arcángel, el principal puerto ruso del ártico;
- mar de Barents: se cruza este mar hasta el mar de Pechora, de donde sale atravesando uno de los dos estrechos que lo cierran en su borde oriental, el estrecho de Kara o el estrecho de Yugor;
- mar de Kara: en la orilla occidental de la bahía de Bajdarátskaya esta el principal puerto de este tramo, el puerto de Amderma (aproximadamente a 1260 km de Arjánguelsk). Se interna la ruta en el mar de Kara y a mitad de su trayecto está el puerto de Dikson, en la orilla oriental del golfo del Yeniséi Tras cruzar este mar (unos 1450 km de longitud) se pasa por el estrecho de Vilkitsky, entre la península de Taimyr y las islas de la Tierra del Norte.
- mar de Láptev: una vez en el mar de Láptev, están los puertos de Játanga y Tiksi. Se sale por el estrecho de Dmitri Láptev, al sur de las islas de Nueva Siberia o por el estrecho de Sánnikov, entre ellas.
- mar de Siberia Oriental.
- mar de Chukotka.

## Historia

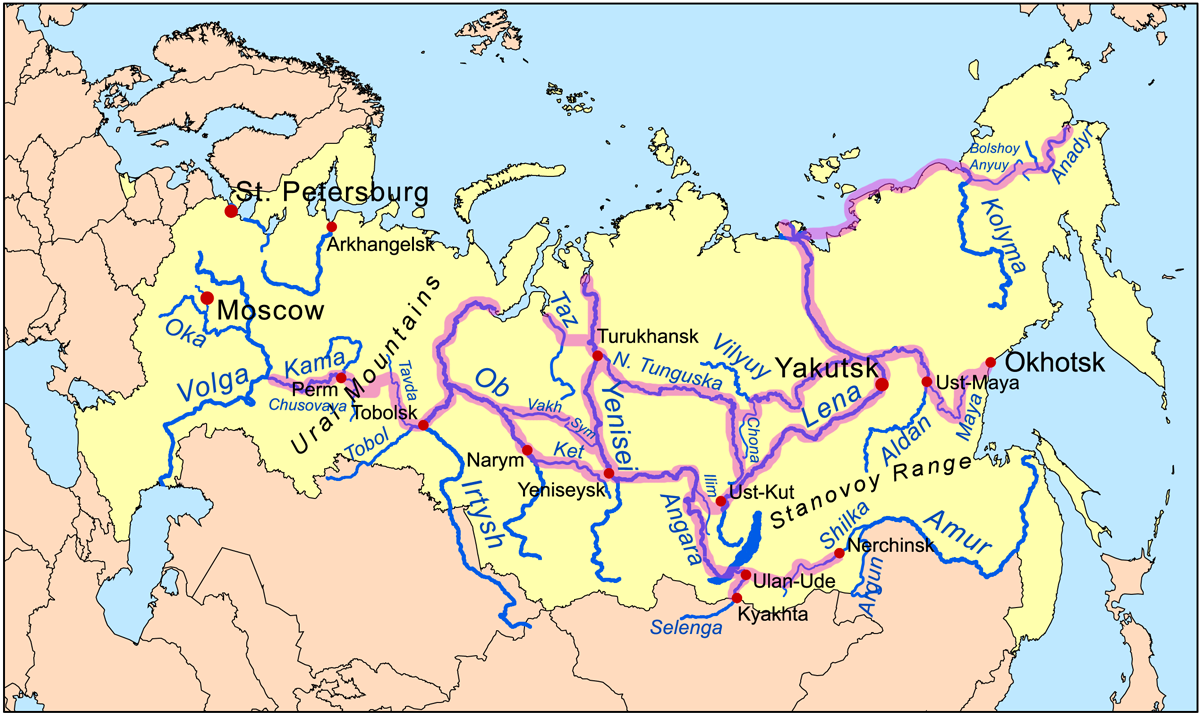
Las rutas fluviales de penetración en Siberia en la Rusia del.

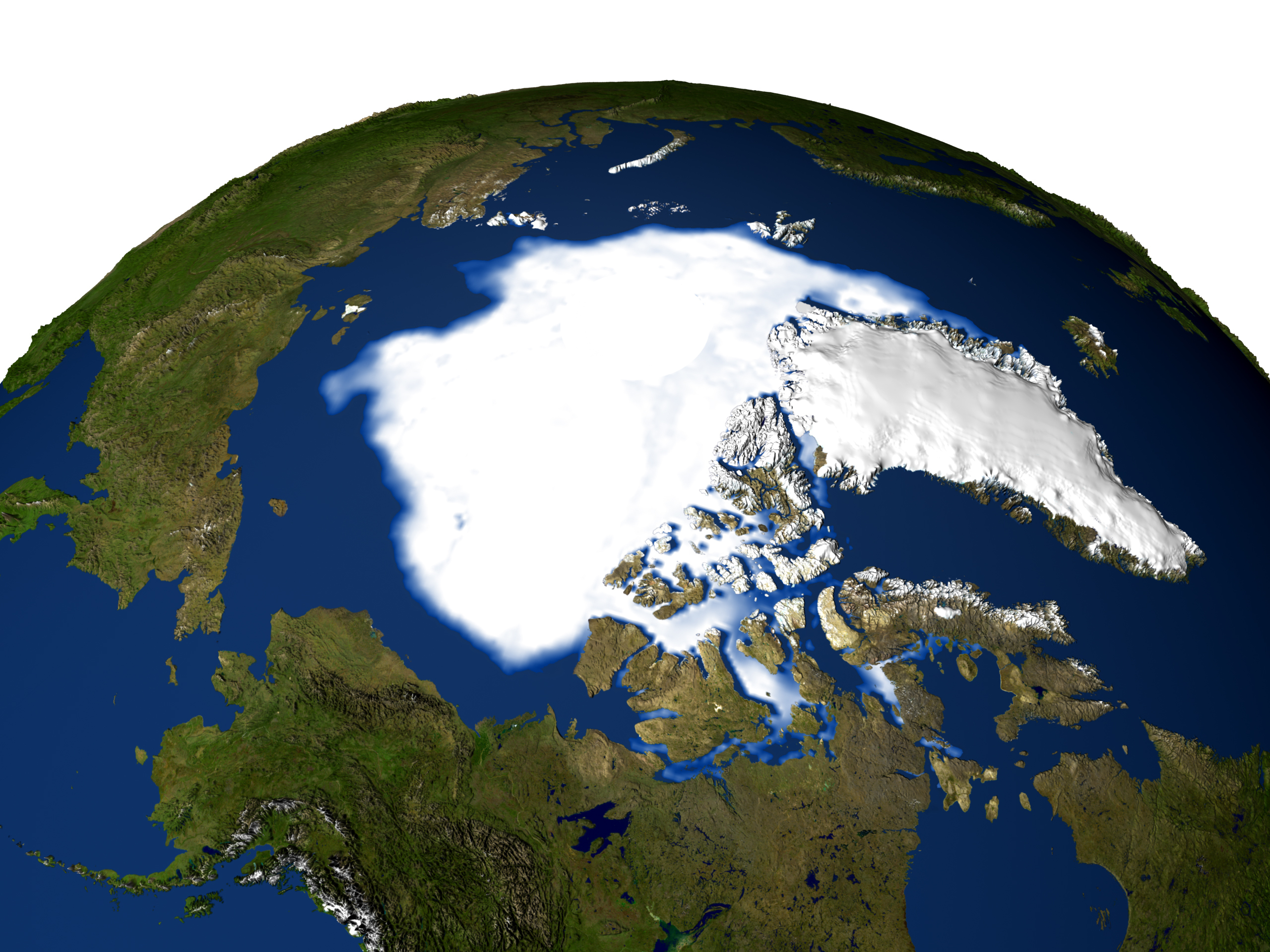
Extensión mínima de la banquisa, septiembre de 2005.

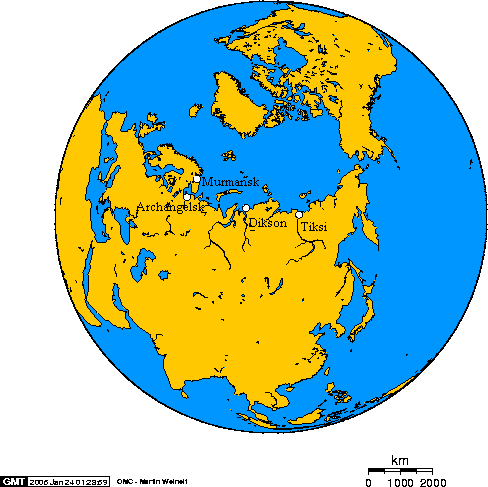
Vista polar del paso del nordeste con los principales puertos.

La motivación para navegar por el Pasaje del Nordeste fue inicialmente económica. En Rusia, la idea de la existencia de un posible paso marítimo que conectara el Atlántico y el Pacífico fue presentada por primera vez por el diplomático Guerásimov en 1525. Sin embargo, los pomores, un pueblo de colonos y comerciantes rusos que habitaban las costas del mar Blanco, ya habrían explorado partes de esa ruta en el siglo XI. En el siglo XVII se estableció una ruta marítima continua desde Arcángel al lejano oriente, hasta el golfo del Yeniséi. Esta ruta, conocida como Vía marítima Mangazeya —por el comercio con Mangazeya, una colonia que era el final de la ruta oriental, en la que se acumulaban pieles y marfil (colmillos de morsa) durante todo el año para ser enviados durante el corto verano, y que estaba localizada en el río Taz, aguas arriba del estuario del Taz, uno de los brazos del golfo de Obi— fue una de las primeras precursoras de la Ruta marítima del Norte.
Varios países del norte de Europa —Inglaterra, Holanda, Dinamarca y Noruega— exploraron al tiempo los tramos occidentales del pasaje en busca de una vía marítima alternativa a China e India. A pesar del fracaso de esas expediciones, se descubrieron nuevas costas e islas. El más notable de estos intentos fue una expedición de 1596 encabezada por el navegante holandés Willem Barents, que descubrió las islas Spitsbergen y Bjørnøya en el archipiélago de Svalbard.
Temiendo la penetración inglesa y neerlandesa en Siberia, Rusia cerró la vía marítima de Mangazeya en 1619. La actividad de los pomores en el norte de Asia disminuyó y la mayor parte de la exploración en el siglo XVII se llevó a cabo por cosacos de Siberia, navegando de la boca de un río a otro en sus kochs, unos navíos de uno o dos mástiles pensados expresamente para navegar en aguas con témpanos de hielo. En 1648, la más famosa de estas expediciones, encabezada por Fedot Alekséiev y Semión Dezhniov, navegó hacia el este desde la boca del río Kolymá al Pacífico y dobló la península de Chukchi, demostrando por tanto que no había ninguna conexión por tierra entre Asia y América del Norte.
En 1725, ochenta años después de Dezhniov, Vitus Bering, otro explorador ruso nacido danés, en el marco de la primera expedición a Kamchatka, a bordo del Sviatói Gavriil hizo una travesía similar en sentido inverso, partiendo desde la península de Kamchatka y navegando hacia el norte al paso que ahora lleva su nombre (estrecho de Bering). Fue Bering el que les dio su actual nombre a las Islas Diómedes, descubiertas y descritas por vez primera por Dezhniov.
Las exploraciones de Bering en 1725-1730 formaban parte de un plan más amplio diseñado inicialmente por Pedro el Grande, conocido como «La expedición Península de Kamchatka (Gran Norte)». La Segunda expedición a Kamchatka tuvo lugar en 1735-1742. Esta vez fueron dos barcos, el Sv. Piotr y el Sv. Pável, este último comandado por el diputado de Bering en la primera expedición, el capitán Alekséi Chírikov. Durante ese viaje se convirtieron en los primeros occidentales en avistar Bering y llegar a la tierra de Chírikov, en la costa noroeste de América del Norte. Una tormenta separó ambos buques y en su camino de regreso, Bering descubrió las islas Aleutianas, pero al caer enfermo, el Sv. Piotr tuvo que refugiarse en una isla frente a Kamchatka, donde Bering finalmente murió (en su honor se llama isla de Bering).
Independiente de Bering y Chírikov, otros barcos de la Armada Imperial rusa tomaron parte en la Segunda Gran expedición del Norte. Uno de ellos, dirigido por Semión Cheliuskin, alcanzó en mayo de 1742 el punto más septentrional tanto del Pasaje del Nordeste como del continente euroasiático (cabo Cheliuskin).
Expediciones posteriores para explorar el Pasaje del Nordeste tuvieron lugar en 1760 (Vasili Chichágov), 1785-95 (Joseph Billings y Gavriil Sárychev), década de 1820 (Ferdinand von Wrangel, Piotr Anjou, Conde Fiódor Litke y otros), y en los años 1830. La posibilidad de navegar todo a lo largo del Pasaje quedó demostrada a mediados del siglo XIX. Sin embargo, hasta 1878 no se logró realizar con éxito el primer intento de navegar por completo el Pasaje del Nordeste de oeste a este, éxito logrado por Adolf Erik Nordenskiöld, un explorador finés-sueco. En 1915 una expedición rusa encabezada por Borís Vilkitski hizo el Pasaje de este a oeste.
Un año antes del viaje de Nordenskiöld, se inició la explotación comercial de la ruta con las denominadas expediciones Kara para la exportación de productos agrícolas de Siberia a través del mar de Kara. De los 122 convoyes que partieron entre 1877 y 1919, solo 75 lo lograron, transportando únicamente 55 toneladas de carga. A partir de 1911, un barco de vapor partía desde Vladivostok al río Kolymá una vez al año (el barco de vapor Kolymá).
Adolf Erik Nordenskjöld, Fridtjof Nansen, Roald Amundsen, George W. DeLong, Stepán Makárov y otros llevaron a cabo expediciones principalmente con fines científicos y cartográficos.

### Después de la revolución rusa
La llegada de la radio, los barcos de vapor y los rompehielos hicieron posible hacer la Ruta Marítima del Nordeste viable. Después de la Revolución rusa de 1917, la Unión Soviética quedó aislada de las potencias occidentales, por lo que le fue imprescindible utilizar esta ruta. Además de ser la ruta más corta entre la parte occidental y el lejano oriente de la URSS, era la única que discurría íntegramente por aguas interiores soviéticas, no viéndose afectada por impedimentos de otros países.
En 1932, una expedición soviética dirigida por el profesor Otto Schmidt fue la primera en navegar todo la ruta desde Arjánguelsk hasta el Estrecho de Bering en el mismo verano sin realizar la invernada. Después de un par más pruebas en 1933 y 1934, la Ruta marítima del Norte fue oficialmente abierta y la explotación comercial comenzó en 1935. El siguiente año, una parte de la Flota del Báltico pasó al Pacífico, donde se avecinaba un conflicto armado con el Japón.
En 1932, se creó un órgano rector, la Administración de la Ruta marítima del Norte, y Otto Schmidt se convirtió en su primer director. Supervisaba la navegación y se encargó de la construcción de puertos en el ártico.
En la década de 1990, tras la desintegración de la Unión Soviética, la navegación comercial en la Gran Ruta del Ártico entró en declive y ciertas secciones de la ruta se hicieron inviables. Hoy en día ya solo se llevan a cabo transportes regulares marítimos en dos rutas no conectadas entre sí: Desde Múrmansk a Dudinka, en el oeste, y entre Vladivostok y Pevek en el este. Actualmente ya no existe navegación regular entre los puertos situados entre Dudinka y Pevek. Algunos puertos árticos como Nordvik, en el mar de Láptev, y Logáshkino, en la bahía de Kolymá, han sido abandonados.

## Puertos Libres de hielo

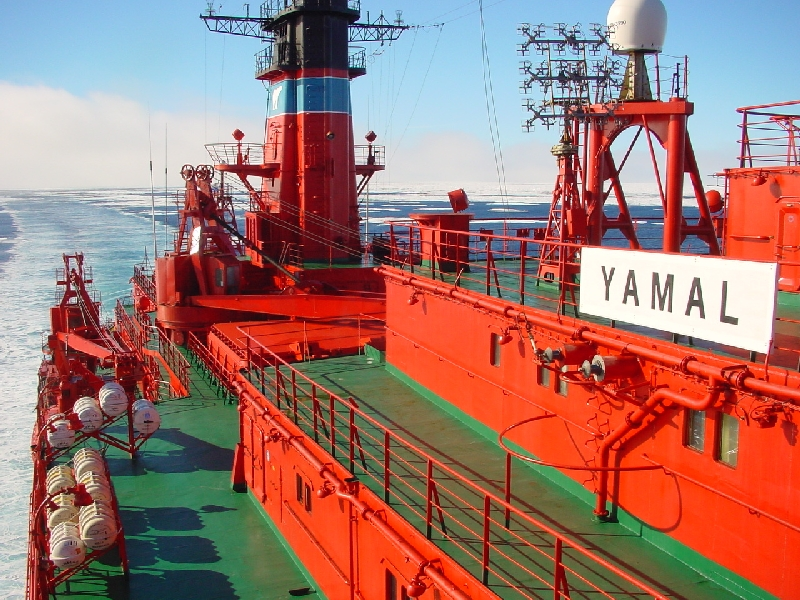
El rompehielos ruso Yamal en el Paso del Noreste.

Varios de los puertos a lo largo de la ruta están libres de hielo durante todo el año. Son, de oeste a este, Múrmansk en la península de Kola; Petropávlovsk en Kamchatka; y Magadán, Vánino, Najodka y Vladivostok en la Rusia del litoral Pacífico. Otros puertos son utilizables en general, de julio a octubre, o, algunos de forma especial, como Dudinka, que está servido por rompehielos de alimentación atómica.
Se han promovido planes para derretir el hielo del Ártico, ya sea a través del calentamiento global o incluso con medidas de ingeniería, lo que permitiría desarrollar Siberia.